# Originalgebäude des Fourah Bay College
Das Originalgebäude des Fourah Bay College (englisch Old Fourah Bay College building) ist ein Nationaldenkmal des afrikanischen Staates Sierra Leone. Es befindet sich in der Hauptstadt Freetown in Cline Town. Es wurde 2012 zur Aufnahme in die Liste des UNESCO-Welterbes vorgeschlagen.
Das historische Gebäude des Fourah Bay College, der ersten Universität Schwarzafrikas wurde 1827 eröffnet und war bis zum Zweiten Weltkrieg die einzige höhere Bildungseinrichtung in Westafrika.
Das Gebäude ist vierstöckig. Der Grundstein wurde 1845 vom damaligen Gouverneur William Fergusson gelegt. Nach dem Zweiten Weltkrieg wurde das Gebäude als Verwaltung der Eisenbahngesellschaft, später als Gericht genutzt. Danach war es ab etwa 1990 ungenutzt, verfiel zunehmend und wurde von Obdachlosen bewohnt.
Während es bis 1998 weitestgehend im Originalzustand erhalten blieb, brach ein Jahr später bedingt durch den Bürgerkrieg in Sierra Leone ein Feuer aus. Dach, vierter Stock, Fenster und Holzböden fielen den Flammen zum Opfer.
Eine Sanierung in Höhe von 1,5 Millionen US-Dollar wurde im September 2022 genehmigt. Weitere 450.000 US-Dollar wurden im September 2023 von den USA bereitgestellt.

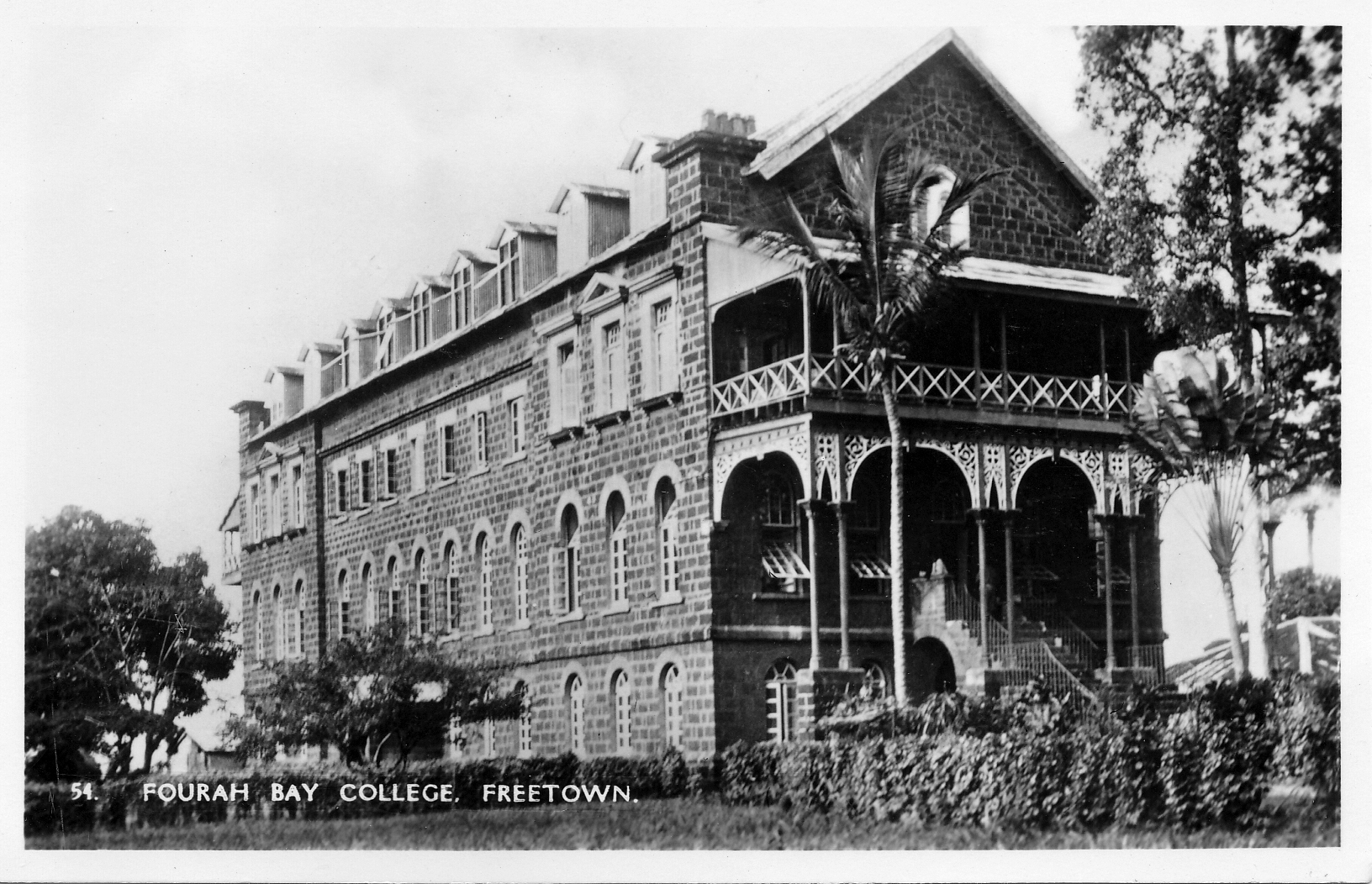
Fourah Bay College Gebäude in den 1930ern